# Klaudia Blus
Klaudia Blus (ur. 27 marca 1991) – polska lekkoatletka, płotkarka i sprinterka.

## Kariera
Złota medalistka mistrzostw Polski seniorów (2009) w sztafecie 4 × 400 metrów.
Wielokrotna złota medalistka mistrzostw kraju w juniorskich kategoriach wiekowych w biegach płotkarskich.